# Fahrenheit 451 (1966)
Fahrenheit 451 is een Britse sciencefiction-dramafilm uit 1966 onder regie van François Truffaut met in de hoofdrollen Oskar Werner en Julie Christie.
Het scenario van de film is gebaseerd op de gelijknamige roman uit 1953 van de Amerikaanse auteur Ray Bradbury.
Julie Christie, die in de film Linda Montag en Clarisse speelt, werd genomineerd voor een BAFTA Award voor beste actrice in een hoofdrol. Regisseur François Truffaut werd genomineerd voor een Gouden Leeuw van het filmfestival van Venetië. Het was de eerste en enige Engelstalige film van Truffaut.

## Verhaal
De aarde, ergens in de toekomst, zucht onder een totalitair regime. Het lezen en in bezit hebben van boeken is verboden en een speciale eenheid, de Brandmannen, heeft carte blanche om overal binnen te vallen en boeken te verbranden. De Brandmannen hebben het symbolische cijfer 451 op hun kraag staan. 451 graden Fahrenheit (circa 233 graden Celsius) is het punt waarop papier begint te ontbranden. Een van de Brandmannen is Guy Montag. Hoewel hij ijverig meehelpt aan de boekverbrandingen begint hij meer en meer te twijfelen aan de zin van zijn werk. De twijfel wordt groter als hij een praatje maakt met zijn buurvrouw, de jonge onderwijzeres Clarisse. Clarisse staat onder verdenking van de overheid vanwege haar onorthodoxe denkwijze. Ze vraagt Guy of hij weleens de boeken leest die hij verbrandt. Na dit gesprek gaat Guy zich meer voor de boeken interesseren en hij begint boeken in zijn huis te verstoppen en zelfs te lezen. Het eerste boek dat hij leest is David Copperfield van Charles Dickens. Zijn vrouw, die loyaal is aan de visie van de overheid, begrijpt niets van Guy's nieuwe hobby. Ze is meer bezig met haar pogingen zo populair te worden dat ze wordt toegelaten tot De Familie, een interactief televisieprogramma waarbij de kijkers worden aangesproken als neven en nichten.
Maar in zijn gewone werk moet Montag nog altijd boeken verbranden. Zijn kapitein bij de Brandmannen legt hem uit dat boeken mensen veranderen en maakt dat ze zich beter voelen dan anderen, dit is anti-sociaalgedrag dat met wortel en tak moet worden uitgeroeid. Hoe dat kan uitlopen op moord ziet Montag als ze een huis willen binnenvallen van een boekenverzamelaarster. De verzamelaarster, een oude vrouw, weigert haar huis te verlaten en steekt zichzelf en haar boeken in brand. Eenmaal thuis wacht Montag een ontmoeting met de vriendinnen van zijn vrouw. Hij schokt het gezelschap door voor te lezen uit een roman. Een van de gasten begint te huilen omdat ze beseft wat ze al die jaren heeft onderdrukt. Niet lang daarna wordt het huis van Clarisse overvallen, maar ze weet te ontsnappen. Montag helpt het meisje om weer in haar huis in te breken en papieren te vernietigen die de Brandmannen op het spoor van haar vrienden kunnen brengen.
Clarisse vertelt Montag over de 'Boekenmensen', een ondergedoken sekte waarvan de leden ieder een boek uit hun hoofd hebben geleerd om het voort te laten leven. Montag is ervan overtuigd dat hij lid moet worden van deze sekte en biedt zijn ontslag aan als Brandman. Maar zijn kapitein vraagt hem om nog één keer mee te gaan op een boekverbrandingsopdracht. Het blijkt dat Montag zijn eigen huis in brand mag steken. Zijn vrouw heeft hem namelijk verlaten en aangegeven bij de overheid. Woedend door al het verraad steekt Montag eerst de televisie en slaapkamer in brand voordat hij zich richt op de boeken. Zijn kapitein ontdekt dat Montag toch nog een boek achterover heeft gedrukt. Als hij het boek in het vuur wil gooien wordt hij door Montag vermoord. De voormalige Brandman ontsnapt en vindt de Boekenmensen van Clarisse. Op de televisie ziet hij tot zijn verbijstering dat de overheid net doet of ze hem hebben gearresteerd. Hij besluit bij de Boekenmensen te blijven en kiest Tales of Mystery and Imagination van Edgar Allan Poe als boek om uit zijn hoofd te leren.

## Rolverdeling
| Acteur         | Personage                |
| -------------- | ------------------------ |
| Oskar Werner   | Guy Montag               |
| Julie Christie | Clarisse / Linda Montag  |
| Cyril Cusack   | de kapitein              |
| Anton Diffring | Fabian                   |
| Jeremy Spenser | Man met de appel         |
| Bee Duffell    | De Boekenverzamelaarster |
| Alex Scott     | De Boekenpersoon         |

## Voorgeschiedenis

### Ray Bradbury
In 1947 schreef de jonge sciencefictionschrijver Ray Bradbury een kort verhaal, Bright Phoenix, over het verbranden van boeken in de nabije toekomst. Het verhaal werd uitgebreid tot een novelle en in februari 1951 gepubliceerd onder de naam "The Fireman" in het tijdschrift "Galaxy Science Fiction". In de kelder van de UCLA-universiteit kon Bradbury een schrijfmachine huren (voor 10 cent per half uur). Hier schreef hij aan een nieuwe versie van het verhaal dat uiteindelijk in 1953 onder de titel "Fahrenheit 451" werd gepubliceerd door Ballantine Books. Bradbury wilde niet schrijven over censuur, maar over een maatschappij waar mensen onder invloed van televisie hun interesse in lezen hebben verloren. Dit leidt tot een wereld waar kennis bestaat uit eenzijdige informatie verstoken van elke samenhang. De roman was een succes en groeide uit tot een van de bekendste SF-romans.

### Truffaut
De Franse regisseur François Truffaut debuteerde in 1959 met Les Quatre Cents Coups, een film die ook het begin van de Nouvelle vague inleidde. Hij werd met Jules et Jim ook bekend in Engeland en de VS en vervolgens benaderd voor de regie van Engelstalige films, hoewel hij geen woord Engels sprak. In 1962 las hij "Fahrenheit 451". Hoewel hij eigenlijk niet geïnteresseerd was in sciencefictionfilms (hij deed ze af als oninteressant), maakte Bradbury's boek grote indruk op hem. De belangrijkste reden was het centrale element van de roman, het verbranden van boeken. Truffaut was een groot liefhebber van literatuur en de roman beschreef een wereld waar lezen een misdrijf was geworden. Hij besloot de film te gaan maken, maar het duurde jaren voor hij de financiering rond kreeg. Samen met de Amerikaanse producent Lewis Allen verwierf hij de rechten in 1964. In die tijd werd hij ook benaderd om Bonnie and Clyde te regisseren, maar moest dit aanbod afslaan vanwege zijn verplichtingen aan "Fahrenheit 451". Na de voltooiing van La Peau douce in 1964 was hij vrij om te beginnen aan de film.

## Scenario
Hoewel hij geen of weinig Engels sprak wilde Truffaut zelf het scenario schrijven in samenwerking met Jean-Louis Richard. Hij sloeg het aanbod van de filmmaatschappij af om samen te werken met scenarist Gore Vidal. Het scenario van Truffaut en Richard wijkt behoorlijk af van het boek van Bradbury. Het sombere einde van het boek (een atoomoorlog vernietigt de wereld) is vervangen door de hoopgevende scène waarin de Boekmensen door de sneeuw lopen en delen van gedichten en romans voordragen. Bradbury, die film prachtig vond, was erg ingenomen met dit einde. Hij was ook blij met Truffauts beslissing om Clarisse te verenigen met Montag op het einde van de film. Truffaut wilde geen standaard SF-film maken en zich te buiten gaan aan allerlei futuristische details. Zo sneuvelde de 'mechanische hond' uit de roman. Deze robot achterhaalt subversieve elementen en doodt ze met injecties. Een van Truffauts vondsten was het introduceren van de 'retrotrend'. In de film is het mode om terug te gaan naar ouderwetse gebruiksvoorwerpen zoals een scheermes in plaats van een scheerapparaat en antieke telefoons in plaats van moderne. Volgens Truffaut zou een maatschappij in de toekomst niet zo drastisch veranderen als in sommige SF-films wordt gesuggereerd. Dus bleef hij dichtbij 1966 met slechts enkele futuristische tintjes als de monorail.

## Acteurs

### Guy Montag
Truffaut wilde graag een Franse acteur in de hoofdrol, de brandweerman Guy Montag. Hij besprak de rol met Charles Aznavour die ook de hoofdrol had gespeeld in Tirez sur le pianiste. Een andere Fransman die hij in gedachten had was Jean-Paul Belmondo. Maar de producenten van de film zochten een meer bekende Engelse of Amerikaanse acteur. Dus passeerden acteurs als Paul Newman, Peter O'Toole en Montgomery Clift de revue, voordat Terence Stamp werd gecontracteerd. Maar Stamp verliet de productie toen hij hoorde dat Julie Christie een dubbelrol zou spelen als Julie Montag en Clarisse. Hij was bang door deze combinatie van rollen overschaduwd te worden. Hierop castte Truffaut de Oostenrijkse acteur Oskar Werner, zijn hoofdrolspeler uit de film Jules et Jim.

### Linda Montag/Clarisse
De rol van de heldin van de film, Clarisse, werd aangeboden aan Jean Seberg en Jane Fonda. De producenten zagen echter niets in Jean Seberg, die nauwelijks bekend was in de VS en Engeland, terwijl Fonda weigerde. Vervolgens bood Truffaut de rol aan Tippi Hedren aan, maar stuitte hier op Alfred Hitchcock die zei dat Hedren niet beschikbaar was. Het was producent Lewis Allen die met de oplossing kwam. Actrice Julie Christie die al was gecast in de rol van Linda Montag, de vrouw van Guy, zou ook de rol van Clarisse spelen. Truffaut was enthousiast over het idee, waarna Christie beide rollen ging spelen.

### De kapitein
Voor de rol van de kapitein van de brandweermannen waren aanvankelijk Laurence Olivier, Michael Redgrave, en Sterling Hayden in de race. Uiteindelijk werd Cyril Cusack gecast.

## Productie

### Ruzie
Truffaut was niet gelukkig tijdens de opnames. In Cahiers du Cinéma zou hij het later zijn meest 'problematische en droevige' opnameperiode noemen. De reden hiervoor was zijn strijd met hoofdrolspeler Oskar Werner. Werner en Truffaut verschilden in opvatting over de invulling van de rol van Guy Montag. Truffaut wilde dat Montag zich bescheiden opstellen en er geen heroïsche rol van te maken. Werner speelde de rol echter met een zekere arrogantie en als een soort robot. In de scène waar Montag voor het eerst boeken ziet, wilde Truffaut dat Werner zich zou gedragen als een aap die voor het eerst bananen ziet. Hij moet aan de boeken ruiken, zich afvragend wat deze objecten inhielden. Maar Werner besloot de boeken heel koel en afstandelijk te benaderen. Ze kregen zo'n ruzie dat de acteur en de regisseur op zeker moment niet meer met elkaar spraken.

### Frans
Tijdens de opnameperiode werd vrijwel alleen Frans gesproken. Truffaut sprak nauwelijks Engels en verbleef bijvoorbeeld tijdens de opnameperiode in Engeland, buiten de opnamen in zijn hotelkamer waar hij geen Engels hoefde te spreken. Tijdens de opname was Frans geen probleem, Oskar Werner, Julie Christie, cinematograaf Nicolas Roeg spraken allemaal Frans. Ook producent Allen kon zich redden met zijn Frans van de middelbare school. De enige die problemen had met Frans was editor Thom Noble.

### Locaties
De film werd grotendeels opgenomen in de Pinewood Studio's in Ivar Heath in Buckinghamshire, Engeland.
In Châteauneuf-sur-Loire (bij Orléans) werden opnamen gemaakt bij de SAFEGE test track van de monorail. Deze installatie is inmiddels afgebroken. Andere buitenlocaties waren in Engeland, zoals de Alton housing estate in Roehampton, Zuid Londen en Edgcumbe Park in Crowthorne, Berkshire (de bungalow van Montag). Verder in Black Park, Iver Heath, Buckinghamshire, Danebury Avenue, Roehampton, London, (voor de openingsscènes met de huizenblokken), en Fortismere Secondary School, Maidenhead, Berkshire,
De laatste scène met de Boekmensen die gedichten en romans voordragen zou worden opgenomen als het weer verbeterde. In plaats daarvan verslechterde het weer en ging het sneeuwen. Truffaut maakte van een nood een deugd door de scène op te nemen in de sneeuw. Het leverde een sprookjesachtig gezicht op en Ray Bradbury noemde het later een van de beste scènes van het boek.

## Titel
De titel van het boek verwijst naar het aantal graden Fahrenheit dat nodig is om papier te landen branden, 451 (ongeveer 233 graden Celsius). Schrijver Ray Bradbury heeft echter nooit gecontroleerd of dit klopt. Hij vroeg aan een brandweerman bij hoeveel graden Fahrenheit papier in brand vliegt en die antwoordde "451". In werkelijkheid is er niet één temperatuur te noemen. Een velletje A4-papier zal bij een omgevingstemperatuur van 220 tot 230 graden Celsius verbranden. Dit is het zogenaamde ontvlammingspunt. De zelfontbrandingstemperatuur van papier, het ontbrandingspunt, ligt bij 842 graden Fahrenheit of 450 graden Celsius.

## Firemen of brandweermannen
In de film is een speciale eenheid in het leven geroepen om boeken te laten verbranden. In het Engels heet die eenheid de "firemen". Firemen is de Engelse benaming voor de brandweer, maar letterlijk vertaald betekent het 'vuurmannen'. Gezien de taak van de 'firemen', het verbranden van boeken is 'vuurmannen' eigenlijk een betere vertaling dan 'brandweerman'. Maar de associatie met brandweer wordt weer in leven gehouden door de aankleding van de 'firemen' in de film, draagt de eenheid de kleding van de brandweer, compleet met helm en rijden in een brandweerauto. Een echte brandweer is niet meer nodig, aangezien de huizen van brandvrij materiaal zijn gemaakt.

## De boeken

### De rol van boeken
Boeken spelen een belangrijke rol in de film. De belangrijkste reden dat Truffaut de film wilde maken was vanwege zijn passie voor literatuur. De meeste boeken die in de film te zien zijn, behoren dan ook tot de favorieten van Truffaut. De regisseur had zelf enige exemplaren meegebracht maar vroeg ook aan de filmploeg om boeken mee te brengen, het liefst veel gelezen exemplaren, waar aan te zien was dat ze door vele handen waren gegaan. De juridische afdeling van Universal maakte bezwaar tegen het duidelijk in beeld brengen van boeken waarop auteursrecht rustte. Ze vroegen Truffaut om zo veel mogelijk boeken te gebruiken waarvan de auteurs al meer dan vijftig jaar dood waren. De Franse regisseur weigerde, volgens hem zouden alle auteurs het als een eer beschouwen dat hun boeken waren te zien. Behalve de boeken zijn er op de brandstapels ook afleveringen van het tijdschrift Mad, Cahiers du Cinéma en een kruiswoordpuzzel te zien.

### Titels
De volgende titels zijn onder andere te zien:
- Ethica Nicomachea - Aristoteles
- De Staat - (380 v. Chr.) Plato
- Othello, the Moor of Venice(ca. 1603) - William Shakespeare
- Don Quichot (1615) - Miguel de Cervantes
- Robinson Crusoe (1719) - Daniel Defoe
- Het lijden van de jonge Werther (1774) - Goethe
- Pride and Pejudice (1813) - Jane Austen
- Jane Eyre (1847) - Charlotte Brontë
- Vanity Fair (1848) - William Makepeace Thackeray
- David Copperfield (1850) - Charles Dickens
- Moby Dick (1851) - Herman Melville
- Alice's Adventures in Wonderland (1856) - Lewis Carroll
- Madame Bovary (1857) - Gustave Flaubert
- Through the Looking-Glass (1871) - Lewis Carroll
- The Adventures of Tom Sawyer (1876) - Mark Twain
- De gebroeders Karamazov (1880) - Fjodor Dostojevski
- The Picture of Dorian Gray - (1890) Oscar Wilde
- The Moon and Sixpence (1919) - W. Somerset Maugham
- Het Proces (1925) - Franz Kafka
- Mein Kampf (1925) - Adolf Hitler
- Gejaagd door de wind (1936) - Margaret Mitchell
- No Orchids for Miss Blandish (1939) - James Hadley Chase
- Animal Farm (1945 - George Orwell
- The Martian Chronicles (1950) - Ray Bradbury
- The Catcher in the Rye (1951) - J.D. Salinger
- Fahrenheit 451 (1953) - Ray Bradbury
- The Ginger Man (1955) - J.P. Donleavy
- Lolita (1955) - Vladimir Nabokov
- Les Nègres (1959) - Jean Genet
- The World of Salvador Dali (1962) - Robert Descharnes
- My Autobiography (1964) - Charlie Chaplin
- Confessions of an Irish Rebel (1965) - Brendan Behan